# Vostochni (Mostovskói, Krasnodar)
Vostochni (del ruso: Восточный) es un posiólok del raión de Mostovskói del krai de Krasnodar, en el sur de Rusia. Está situado a orillas del río Bolshói Chojrak, constituyente del Chojrak, de la cuenca del Kubán a través del Labá, 25 km al noroeste de Mostovskói y 138 km al sureste de Krasnodar, la capital del krai. Tenía 1 092 habitantes en 2010.
Es cabeza del municipio Krasnikutskoye, al que pertenecen asimismo Krasni Kut y Séverni.

## Historia
En 1934 se construyó por iniciativa de Semión Budionni a orillas del Bolshói Chojrak unos establos para la cría de caballos de raza. Las familias de los trabajadores, procedentes de la stanitsa Labínskaya, se establecieron en las inmediaciones dando origen a la población. Fue ocupado durante la Gran Guerra Patria en 1942, contra la que los habitantes del pueblo desarrollaron actividad guerrillera, y liberado por el Ejército Rojo en 1943. Tras la guerra se incrementó la importancia de la producción agrícola en la economía.